# Johann Karl Egli
Johann Karl Egli (* 29. September 1891 in Wien; † 3. Oktober 1975 ebenda) war ein österreichischer evangelisch-reformierter Theologe. Er war Landessuperintendent der Evangelischen Kirche H. B. in Österreich und Universitätsprofessor für Dogmatik H. B. an der Universität Wien.

## Leben
Johann Karl Egli maturierte 1910 und studierte danach Evangelische Theologie an der Universität Wien, der Universität Basel und der Universität Leipzig. Er war k.u.k. Feldkurat in der Reserve. Von 1915 bis 1924 arbeitete er als Vikar bei Friedrich Otto Schack. Egli war von 1924 bis 1926 Pfarrer der Zwinglikirche und von 1926 bis 1952 Pfarrer der Reformierten Stadtkirche in Wien. Er heiratete Elfriede Zwernemann, die Tochter von Superintendent Gustav Zwernemann. Egli wurde 1947 als Nachfolger Gustav Zwernemanns zum Superintendenten der Evangelischen Kirche H. B. in Österreich gewählt (ab 1949 mit dem Titel Landessuperintendent). Dieses Amt hatte er bis 1952 inne. Sein Nachfolger wurde Hermann Noltensmeier.
Egli, der 1950 seine theologische Dissertation veröffentlicht hatte, wurde 1952 als Nachfolger von Josef Bohatec als ordentlicher Professor an den Lehrstuhl für Dogmatik H. B. an der Evangelisch-theologischen Fakultät der Universität Wien berufen. Er war 1954/1955 und 1960/1961 Dekan der Fakultät. Seine Emeritierung erfolgte 1962. Sein Nachfolger auf dem Lehrstuhl ab 1964 war Kurt Lüthi.

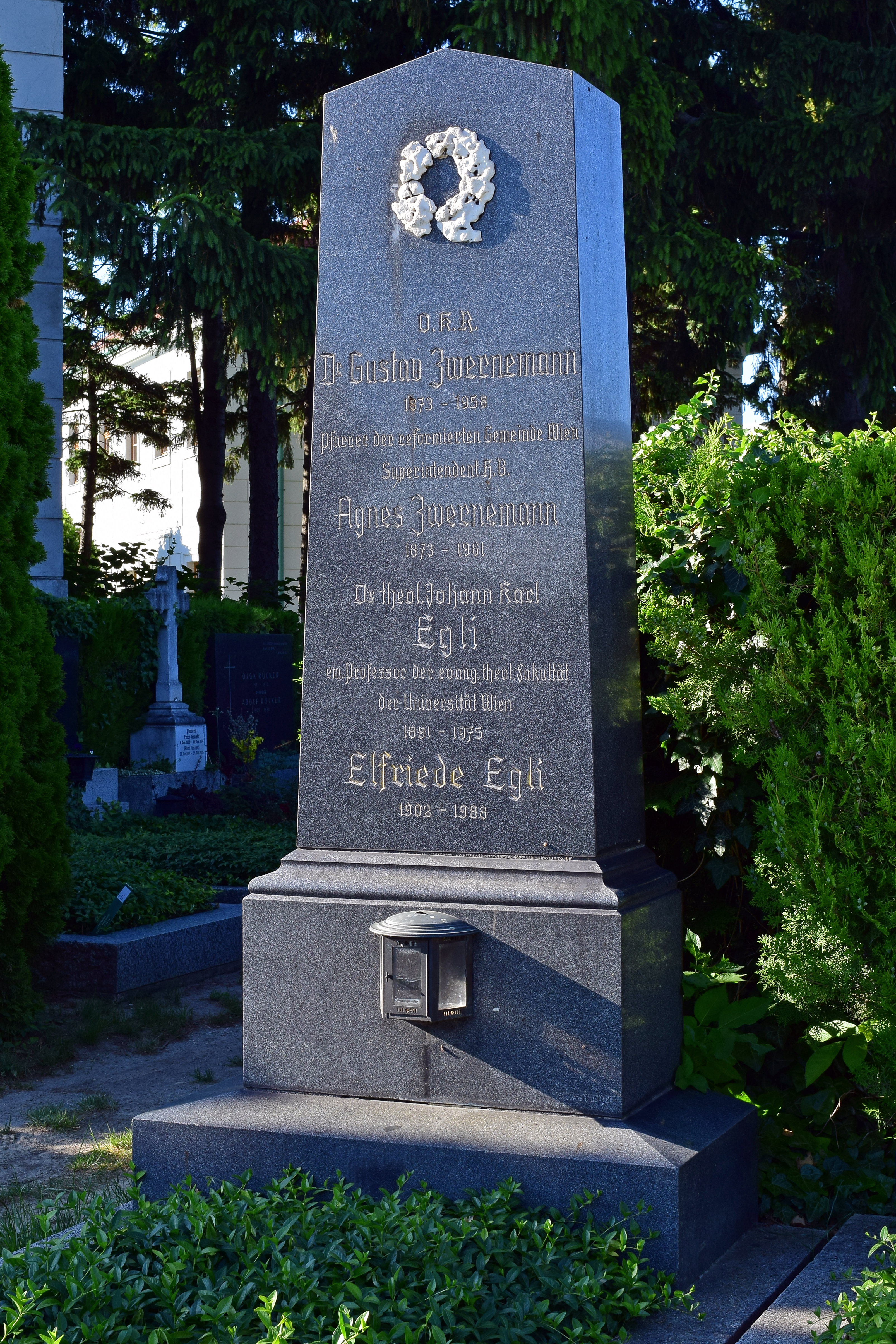
Grabstätte von Egli am Wiener Zentralfriedhof

Johann Karl Egli starb nach einer schweren Krankheit. Er wurde am Evangelischen Friedhof am Wiener Zentralfriedhof bestattet.

## Wirken
Johann Karl Egli gründete 1924 das Reformierte Kirchenblatt, dessen Chefredakteur er bis 1946 war. In seiner Dissertation beschäftigte er sich mit Jean-Jacques Rousseau aus theologischer Sicht. Weitere Forschungsschwerpunkte waren Kirchenrecht nach Rudolph Sohm und die reformierten Bekenntnisschriften. Egli hielt Vorlesungen unter anderem zu Religionsgeschichte und Religionsphänomenologie, zu Kirchenrecht, zur Theologie Calvins und Schleiermachers, zu Dogmengeschichte und zu Ethik.

## Ehrungen
- Österreichisches Ehrenkreuz für Wissenschaft und Kunst I. Klasse (1974)